# Domačijska literatura
Domačijska literatura (nem. Heimatliteratur) je v širšem pomenu oznaka za vsako literaturo, nastalo iz občutka povezanosti z domačo zemljo, v ožjem pomenu oznaka za domačijsko povest in domačijski roman, idejno konservativno idilično kmečko pisanje, ki se navaja med žanri trivialne literature. V  nemški literaturi oznaka za literarno gibanje, ki se je pojavilo leta 1900 z nastankom časopisa Heimat.

### Nastanek in razvoj
Domačijska literatura je nastala v okviru pojma domačijska umetnost (Heimatkunst) oz. domačijsko pesništvo (Heimatdichtung) kot odpor proti velikomestni civilizaciji in naturalizmu ter dekadentnemu simbolizmu na prelomu stoletja. Njen nastanek je spodbudila industrializacija, s tem pa rast mest in proletarizacija podeželja. Enostranskemu naturalističnemu prikazovanju mizerije časa se je zoperstavila z optimizmom, vračanjem k »izvornim silam«, tj. ljudskosti in pokrajini. Iz nezaupanja v meščanstvo je romantično  mitizirala kmetstvo. Ustvarila je idilično sliko kmeta, ki je prerasla v heroično in je bila slepa za dejanski položaj modernega, industrializirajočega se kmetijstva. Mestu pa je pripisovala kriminal, seksualno razpuščenost, brezverstvo, liberalizem, pokvarjenost. 
V glavnem je bila konzervativna in je nasprotovala družbenoekonomskim spremembam in zavračala tujstvo (tudi tujke v jeziku) in zapletenost. Pisec je moral poznati svoj kraj in njegovo zgodovino, navade, ljudsko blago, izogibati pa se je moral strankarski in verski opredeljenosti kot silam diferenciacije, saj je poudarjala enotnost, zanesljivost in enostavnost, ki jih lahko nudi le domača zemlja. 
Izraz domačijska umetnost sta uporabila Friedrich Lienhard in Adolf Bartels v časopisu Heimat, ki je izhajal pod geslom »Los von Berlin!« (stran od velikomestnega življenja), kot opozicijo moderni velemestni, kavarniški literaturi. Zahtevala sta, naj ima literatura nacionalno podlago, ker je nacionalno simbol biološko in etično zdravega, naj se decentralizira in odpove svetovljanstvu. Čeprav sta načrtovala visoko umetnost, je bila domačijska produkcija umetniško neambiciozna in večinoma namenjena literarni vzgoji ljudstva (njeni bralci so v nasprotju s tem hotenjem pripadali srednjemu meščanskemu sloju). 
Domačijska literatura se je zgledovala po poetičnem realizmu Gottfrieda Kellerja, Wilhelma Raabeja, Otta Ludwiga, Petra Dörflerja in islandskih sagah Selme Lagerlof, Knuta Hamsuna, Sigrid Undset. Programski značaj je imela v severni in srednji Nemčiji, dogajališče so bile nemške »mejne pokrajine« Sudeti, gornja Šlezija, vzhodna Prusija, Banat, Sedmograška, Lüneburška pušča, Bavarska. 
Po 1933 je postala osnova nacionalistični propagandni literaturi krvi in zemlje (Blut- und Boden-Literatur), ki je oznaka za z rasistično domačijsko ideologijo in z navidezno ljudskim značajem prežeto literaturo v nacistični Nemčiji. S tem se je kompromitirala in svoj slab glas obdržala do danes. 
Po drugi dvetovni vojni se je domačijska literatura razvijala kot množična literatura v obliki romanov v zvežčičih (Heftchenroman), živela je v gledališču (Heimattheater) in filmu (Heimatfilm) ter kasneje tudi v televizijskih serijah.

### Značilnosti
Glavne značilnosti domačijske literature so:
- prizorišče je vas, ki je statična, vase zaprta in srečna;
- osebe so kmetje, obrtniki, delavci, posestniki, med posestniki in hlapci ter dninarji ni konflikta, nižji sloji so element idile ali humorja;
- osnovni problem je največkrat ljubezen, ne razglablja o socialnih vzrokih za človekovo nesrečo;
- nemir v statični strukturi vasi navadno povzroči »tujec« (osebe so jasno ločene na »domače«, ki prebivajo na deželi (tudi plemeniti posestniki, učitelj, župnik, kmečki posestniki), in »tuje«);
- junak je pasiven, določen z vero v usodo, avtoriteto tradicije in vsemogočnostjo narave;
- črno-bela karakterizacija;
- vaška skupnost je hierarhično strukturirana, ureditev pa je nespremenljiva;
- »tradicionalna« vloga ženske;
- srečen konec, prvoten red je ponovno vzpostavljen (tujca vaška skupnost sprejme ali odslovi);
- jezikovno je konzervativna in ima strukturo kiča, čeprav se je sama prištevala k visoki literaturi kot alternativa naturalizmu.

### Predstavniki
- Ludwig Anzengruber
- Berthold Auerbach: Barfüßele (1856), Schwarzwälder Dorfgeschichten (1843)
- Rudolf Hans Bartsch
- Gustav Frenssen: Jörn Uhl (1901)
- Friedrich von Gagern
- Ludwig Ganghofer: Das Schweigen im Walde (1899), Schloß Hubertus (1895), Der Klosterjäger (1893)
- Jeremias Gotthelf: Der Bauernspiegel (1837)
- Rudolf Herzog
- Paul Keller
- Josef Perkonig
- Wilhelm von Polenz
- Peter Rosegger
- Theodor Storm

### Domačijska literatura na Slovenskem
Termin domačijska literatura se je na Slovenskem povezoval z zapečkarskim (v nasprotju s svetovljanskim), družinskim (v nasprotju z družbenim) in dominsvetovskim (v nasprotju z ljubljanskozvonskim), kar mu je dalo slabšalni ton. Termin je soroden s terminom pokrajinska oz. regionalna literatura; v prvi so dom, družina, rodbina, domačija, domovina pomembnejši od individualne glavne osebe, v drugi pa je poudarjena in izpostavljena pokrajina, v kateri se dogaja.
Kot opozicija domačijski literaturi se je 1930 razvil socialni realizem, ki perspektive nacionalnega preživetja ni videl v večjih kmetih, gruntarjih, pač pa v kmečkem proletariatu in proletarizaciji kmetstva. 
Domačijska literatura se je okrepila zlasti med drugo svetovno vojno]], ko je dobila programsko in pomirjevalno vsebino. Svoj zadnji vzpon je dosegla 1941, po 1945 pa ji razmere niso bile več naklonjene, čeprav se je pojavljala tudi pozneje (npr. Ivanka Čadež: Beračeva zgodba: Povest (1984), Mimi Malešek: Skobci nad dolino: Domačijska povest (1985), Dragica Krapež: Dediči  (2001), Tone Jakše: Oh, ta ljubezen: Domačijska povest (2008), nastala je tudi parodija tega žanra (Borut Golob: Smreka bukev lipa križ: Domačijska povest z motorno žago in srečnim koncem (2009)).

### Slovenski predstavniki
- Ivan Albreht: Dom na Slemenu: Povest (1932)
- France Bevk: Domačija: Povest (1960), Smrt pred hišo: Roman (1925), Hiša v strugi (1927), Jakec in njegova ljubezen (1927)
- Ivan Čampa: Mlin v grapi (1940)
- Jože Dular: Zemlja in ljubezen (1943), Krka umira (1943)
- Janez Jalen: Ovčar Marko (1929), Trop brez zvoncev (1941)
- Miran Jarc: Jalov dom: Povest (1941)
- Stanko Kociper: Goričanec: Roman (1942)
- Franc Kolenc: Dragarjevina: Ljudska povest (1938)
- Jože Krivec: Dom med goricami (1942)
- Matija Malešič: Kruh: Povest Slovenske Krajine (1927), V zelenem polju roža: Povest (1942)
- Ivan Matičič: Petrinka (1943), Dom v samoti (1944)
- Jan Plestenjak: Potrebuježi (1938)
- Ivan Rob: Matajurski plazovi
- Drago Ulaga: Bele zvezde (1944)
- Narte Velikonja: Besede: Povest (1937)
- Ivan Zorec: Domačija ob Temenici (1929)